# Granlidtjärnen (Stensele socken, Lappland)
Granlidtjärnen är en sjö i Storumans kommun i Lappland och ingår i Umeälvens huvudavrinningsområde.